# 克莱曼
克莱曼（法語：Clermain，法語發音：[klɛʁmɛ̃]）是法国索恩-卢瓦尔省的一个旧市镇，属于马孔区。2019年，克莱曼与临近的2个市镇合并为新市镇格罗讷河畔纳武尔，克莱曼为新市镇行政中心。

## 地理
克莱曼（46°22'5"N, 4°34'53"E）面积5.78 平方千米，位于法国勃艮第-弗朗什-孔泰大區索恩-卢瓦尔省，该省份为法国中部省份，北起顺时针与科多尔省、汝拉省、安省、罗讷省、卢瓦尔省、阿列省和涅夫勒省接壤。
与克莱曼接壤的市镇（或旧市镇、城区）包括：布尔维兰、布朗东、圣塞西尔、圣普安。

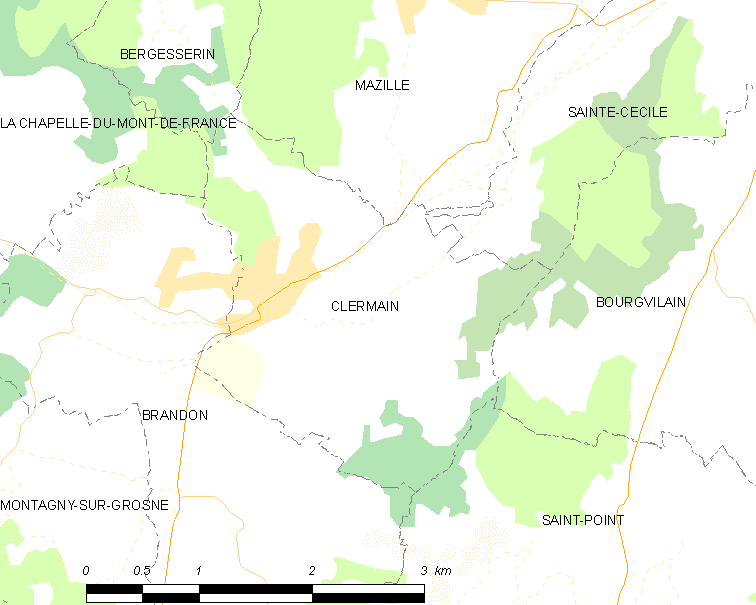
克莱曼的OSM定位图

克莱曼的时区为UTC+01:00、UTC+02:00（夏令时）。

## 行政
克莱曼的邮政编码为71520，INSEE市镇编码为71134。

## 政治
克莱曼所属的省级选区为拉沙佩勒德甘谢县。

## 人口

1962-2008年间克莱曼人口变化图示

克莱曼于2018年1月1日时的人口数量为231人。